# Liberty (New York)
Liberty è un comune degli Stati Uniti d'America, situato nello stato di New York, nella contea di Sullivan. Liberty, originariamente denominato “Lumberland”, è situata nell'area particolarmente vocata per le attività selvicoltura durante il XVII secolo, alle falde dei colli presidiati dal forte neerlandese, nel nodo di intersezione tra i monti catskill e la valle hudsoniana.